# 센다이 육군비행학교
센다이 육군비행학교(仙台陸軍飛行学校)는 도호쿠 지방 미야기현 센다이시에 있던 일본 제국 육군 항공대의 학교였다. 1938년 7월 10일부터 1945년 8월 21일까지 운영되었다.